# Bryum muehlenbeckii
Bryum muehlenbeckii ist ein Moos aus der Gattung der Birnmoose (Bryum). Die Art gehört zur Artengruppe des Bryum alpinum.

## Merkmale
Die Art ähnelt Bryum alpinum, allerdings sind die Blätter stumpfer und die oberen Laminazellen sind dünnwandig und rhombisch. Die Blattrippe endet vor der Blattspitze. 

## Vorkommen
Die Art kommt in Europa, Vorderasien und Nordamerika vor. Sie wächst auf feuchten oder nassen Felsen. In Deutschland ist sie nur vom Belchen im Schwarzwald bekannt.

## Belege
- Jan-Peter Frahm, Wolfgang Frey: Moosflora (= UTB. 1250). 4., neubearbeitete und erweiterte Auflage. Ulmer, Stuttgart 2004, ISBN 3-8252-1250-5.